# Église de la Sainte-Trinité de Nova Varoš
Pour les articles homonymes, voir Église de la Sainte-Trinité.
L'église de la Sainte-Trinité de Nova Varoš (en serbe cyrillique : Црква Свете Тројице у Новој Вароши ; en serbe latin : Crkva Svete Trojice u Novoj Varoši) est une église orthodoxe serbe située à Nova Varoš et dans le district de Zlatibor en Serbie. Elle est inscrite sur la liste des monuments culturels protégés de la république de Serbie (identifiant no SK 412).

## Présentation
L'église a été construite entre 1857 et 1869 ; le site officiel de l'Institut pour la protection du patrimoine, quant à lui, indique la date de 1862.
De plan rectangulaire, l'édifice est doté d'une nef unique avec une abside demi-circulaire. En 1870, les dômes qui dominait l'église se sont effondrés et l'ensemble a été reconstruit en 1873.
L'intérieur est dépourvu de peintures mais les icônes de l'iconostase datent de l'époque de la construction de l'église.
Dans les fondations de l'église en pierre se trouvaient les vestiges d'un bâtiment romain.